# Башаринка
Башаринка (хорв. Bašarinka) — населений пункт у Хорватії, в Істрійській жупанії у складі міста Пореч.

## Населення
Населення за даними перепису 2011 року становило 90 осіб.
Динаміка чисельності населення поселення:

## Клімат
Середня річна температура становить 14,00 °C, середня максимальна – 27,19 °C, а середня мінімальна – 0,05 °C. Середня річна кількість опадів – 859 мм.
| Клімат поселення                              | Клімат поселення | Клімат поселення | Клімат поселення | Клімат поселення | Клімат поселення | Клімат поселення | Клімат поселення | Клімат поселення | Клімат поселення | Клімат поселення | Клімат поселення | Клімат поселення | Клімат поселення |
| Показник                                      | Січ.             | Лют.             | Бер.             | Квіт.            | Трав.            | Черв.            | Лип.             | Серп.            | Вер.             | Жовт.            | Лист.            | Груд.            |                  |
| Середній максимум, °C                         | 10,03            | 10,75            | 13,95            | 17,37            | 22,44            | 26,30            | 27,19            | 27,08            | 22,67            | 18,10            | 13,17            | 9,64             |                  |
| Середня температура, °C                       | 5,03             | 5,76             | 8,97             | 12,39            | 17,46            | 21,30            | 23,75            | 23,63            | 19,21            | 14,65            | 9,70             | 6,18             |                  |
| Середній мінімум, °C                          | 0,05             | 0,76             | 3,97             | 7,40             | 12,46            | 16,33            | 20,28            | 20,18            | 15,76            | 11,19            | 6,25             | 2,72             |                  |
| Норма опадів, мм                              | 60               | 49               | 60               | 68               | 65               | 76               | 51               | 76               | 88               | 99               | 93               | 74               |                  |
| Середньомісячна швидкість вітру, м/с          | 2.29             | 2.51             | 2.60             | 2.60             | 2.36             | 2.29             | 2.28             | 2.21             | 2.30             | 2.50             | 2.57             | 2.45             |                  |
| Середньомісячна сонячна радіація, кДж/м²·день | 4417             | 7374             | 10748            | 15344            | 19573            | 21450            | 22427            | 19223            | 14140            | 9042             | 4922             | 3742             |                  |
| --------------------------------------------- | ---------------- | ---------------- | ---------------- | ---------------- | ---------------- | ---------------- | ---------------- | ---------------- | ---------------- | ---------------- | ---------------- | ---------------- | ---------------- |
| Джерело:                                      |                  |                  |                  |                  |                  |                  |                  |                  |                  |                  |                  |                  |                  |